# Kepler-208e
Kepler-208e es uno de los cuatro planetas que orbitan a la estrella Kepler-208. Fue descubierta por el método de tránsito astronómico en el año 2014. Kepler-208e ha sido descubierto por el Telescopio espacial Kepler y fue clasificado inicialmente como candidato a planeta. Un nuevo análisis estadístico dirigido por un equipo del Centro de Investigación Ames de la NASA ha validado el planeta con más del 99 por ciento de confianza. Aunque muchos parámetros de Kepler-51d aún se desconocen, el objeto es muy poco probable que sea un falso positivo.